# Zakopanski arhitekturni slog
Zakopanski arhitekturni slog (ali Witkiewiczev slog) je umetniški slog, najbolj viden v arhitekturi, najdemo pa ga tudi v pohištvu in sorodnih predmetih, navdihnjen z regionalno umetnostjo poljskega visokogorskega območja, znanega kot Podhale. Na podlagi motivov in tradicij v stavbah Karpatov je to sintezo ustvaril Stanisław Witkiewicz, ki se je rodil v litovski vasi Pašiaušė, danes pa velja za eno temeljnih tradicij Góralskega ljudstva.

## Razvoj
Ko se je Podhale sredi 19. stoletja razvil v turistično območje, se je število prebivalcev Zakopanov začelo povečevati. Nove stavbe, v katerih so bili nastanjeni novi dobro situirani prebivalci, so bile zgrajene v slogu švicarskih in poznejših avstro-ogrskih brunaric.
Stanislav Witkiewicz, likovni kritik, arhitekt, slikar, romanopisec in novinar, je bil izbran za zasnovo vile za Zygmunta Gnatowskega. [1] Witkiewicz se je v svojih načrtih odločil, da ne bo uporabljal tujih gradbenih slogov in se namesto tega odločil za uporabo lokalnih tradicij, ki jih uporabljajo domači góralski ljudje iz Podhala. [2] Na podlagi ljudske arhitekture Karpatov je Witkiewicz kot vzor uporabil skromne, a bogato okrašene domove v góralskih vaseh, kot je Chochołów, ki jih je še dodatno obogatil z vključevanjem izbranih elementov sloga Art nouveau in s tem začel zakopanski slog. Ta stavba, znana kot vila Koliba, je bila zgrajena med letoma 1892 in 1894 in še danes stoji na ulici Koscieliska v gorskem letovišču Zakopane.
Witkiewicz je zasnoval številne izvirne zgradbe v Zakopanah, med njimi Dom pod Jedlami v okrožju Koziniec, kapelo v okrožju Jaszczurowka, vilo Oksza na Zamojski ulici, stavbo muzeja Tatre, kapelo sv. Janeza Krstnika v župnijski cerkvi svete Družine na Krupówki ulici in družinsko kapelo Korniłowiczev v okrožju Bystre.
Stanislaw Witkiewicz je nekoč napisal idejo o Zakopanskem slogu:
 »Ideja ni bila zgraditi še ene lepe, tipične hiše. Poudarek je bil nekaj drugega: zgraditi dom, ki bi rešil vse obstoječe dvome o možnosti prilagajanja ljudske arhitekture zahtevam, ki izhajajo iz bolj zapletenih in prefinjenih potreb po udobju in lepoti. Zasnovati dom, ki bi sam po sebi zdržal vse običajne pritožbe in spodkopal vse običajne predsodke. Postaviti hišo, ki bi dokazala, da je mogoče imeti dom, stanovanje v prevladujočem slogu Zakopanov in vendar biti prepričan, da se ta dom ne bo razpadel, da ga bo učinkovito zaščitil pred nevihtami, viharji in mrazom, da bo imel vso ponudbo udobja, hkrati pa bil lep na temeljit poljski način«.
Zakopanski slog je kmalu našel zagovornike med drugimi izjemnimi arhitekti, med njimi Jan Witkiewicz-Koszyc, Wladyslaw Matlakowski in Walery Eliasz-Radzikowski.

## Zunaj poljskega višavja
Zakopanski slog je pridobil na priljubljenosti tudi izven poljskega visokogorja. Na območju Varšave so bili poskusi prilagoditi slog opečni gradnji. Primeri vključujejo oblikovanje Czeslava Domaniewskega za niz železniških postaj in zasnovo mestne hiše na ulici Chmielna 30 v središču Varšave. Leta 1900 je mladi krakovski arhitekt Franciszek Mączyński zmagal na mednarodnem arhitekturnem natečaju, ki ga je organizirala pariška revija Moniteur des Architectes z zasnovo vile v zakopanskem slogu. V Nałęczówu je bila zgrajena Chata za pisatelja Stefana Żeromskega, niz vil v Wisłi, pa tudi v Konstancinu in Aninu in opečni primer Jana Starowicza, ki ga je v Lodžu poimenoval pod Góralom in tudi železniška postaja v Saldutiškisu v Litvi.
Poleg tega je góralska diaspora vključila norme in zasnove zakopanskega sloga arhitekture v domove, kapele in zgradbe skupnosti, ki služijo njihovi skupnosti, na primer Poljska zveza gorjancev Severne Amerike v Čikagu ali kapela na posesti Poljske narodne zveze, Mladinski tabor v Yorkvilleu.

## Danes
Zakopanski slog je dolga leta dominiral v arhitekturi na območju Podhale. Čeprav stavbe, zasnovane v zakopanskem arhitekturnem slogu običajno datirajo v leto 1914, je veliko novih penzionov, vil in visokogorskih domov zgrajenih po arhitekturnem modelu, ki ga je zasnoval Witkiewicz še danes. Muzej arhitekture v Zakopanah, ki je v vili Koliba, ki jo je prvi oblikoval Witkiewicz, obiskovalcem ponuja informacije o zakopanskem slogu.